# Un lungo weekend di paura
Un lungo weekend di paura (Zero Tolerance) è un film statunitense del 1994 diretto da Joseph Merhi.

## Trama
Jeff Douglas è un agente dell'FBI a cui Ray Manta boss dell'organizzazione mafiosa Mano Bianca ha sterminato la famiglia; Douglas nonostante il dolore personale provato, non si rassegna e inizia una privata caccia senza tregua ai boss mafiosi che lo porta in diverse città e fa di lui un bersaglio mobile.

## Produzione e distribuzione
Il film è prodotto e distribuito dalla PM Entertainment Group Inc. del regista e produttore siriano Joseph Merhi. In diversi paesi è uscito con i titoli seguenti:
- in Brasile/Portogallo (Tolerância Zero)
- in Francia (Dans la ligne de feu)
- in Romania (Justitie în afara legii)
- in Spagna (Sin piedad)
- in Ungheria (Tűréshatár)
- in Germania (Zero Tolerance)